# Liste de guerres
Cette page présente une liste non exhaustive des guerres qui se sont déroulées dans le monde, jusqu'à nos jours.

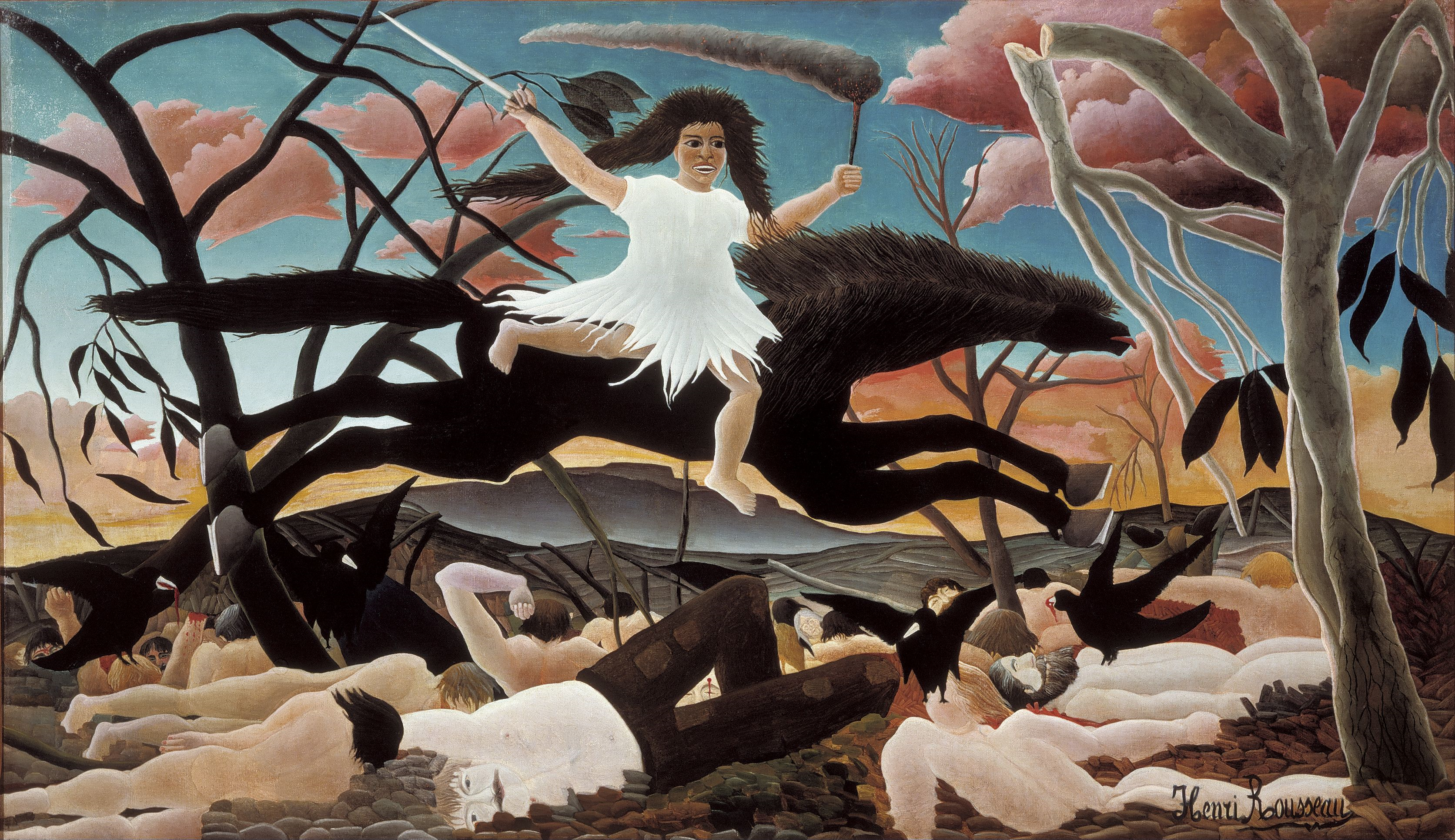
La Guerre, tableau d'Henri Rousseau (1894).

## Avant1000av. J.-C.

### Mésopotamie
| Nom                                                  | Date                                        |
| ---------------------------------------------------- | ------------------------------------------- |
| Conflits entre Lagash et Umma                        | XXVIe – XXIVe siècle av. J.-C.              |
| Guerre entre Uruk et Kish                            | vers 2650 av. J-C                           |
| Guerre entre Sargon d'Akkad et Lugal-zagesi          | vers 2334 av. J-C                           |
| Guerres entre Isin et Larsa                          | XXe siècle av. J.-C.-1794 av. J.-C. environ |
| Guerres entre Babylone et Larsa                      | 1845 - 1763 av. J.-C. environ               |
| Révolte des Benjaminites                             | 1773 - 1769 av. J.-C. environ               |
| Guerre élamite de 1765 av. J.-C.                     | 1765-1763 av. J.-C.                         |
| Guerre entre Babylone et l'Assyrie de 1235 av. J.-C. | vers 1235 av. J.-C.                         |

### Proche-Orient ancien
| Nom                                                               | Date                     |
| ----------------------------------------------------------------- | ------------------------ |
| Guerre de l'unification entre la Haute-Egypte et la Basse-Egypte. | vers 3150 av. J-C        |
| Bataille de Megiddo                                               | vers 1483 av.J-C         |
| Première Bataille de Qadech                                       | autour de 1296 av.J-C    |
| Deuxième Bataille de Qadesh                                       | autour de 1274 av. J.-C. |
| Bataille de Nihirya                                               | vers 1265 av.J-C         |
| Bataille du delta du Nil                                          | vers 1190 av.J-C         |

### Anatolie/Grèce antique
| Nom             | Date                           |
| --------------- | ------------------------------ |
| Guerre de Troie | XIIIe ou XIIe siècle av. J.-C. |

## De1000à500av. J.-C.

### Grèce
| Nom                         | Date              |
| --------------------------- | ----------------- |
| Guerre lélantine            | 740 av. J.-C.     |
| Première guerre de Messénie | 737-716 av. J.-C. |
| Deuxième guerre de Messénie | 668-654 av. J.-C. |
| Première guerre sacrée      | 600-590 av. J.-C. |

### Méditerranée
| Nom                                                                    | Date                   |
| ---------------------------------------------------------------------- | ---------------------- |
| Conflit entre Étrusques, Carthaginois et Phocéens et bataille d'Alalia | vers 540-535 av. J.-C. |

### Mésopotamie
| Nom                                                                                   | Date                       |
| ------------------------------------------------------------------------------------- | -------------------------- |
| Guerre entre l'Assyrie et l'Urartu de 743 av. J.-C.                                   | 743-735 av. J.-C.          |
| Guerre entre l'Assyrie et l'Urartu de 714 av. J.-C. ou huitième campagne de Sargon II | 714 av. J.-C.              |
| Révolte babylonienne de 652 av. J.-C.                                                 | 652-648 av. J.-C.          |
| Guerre de Babylone et des Mèdes contre l'Assyrie                                      | vers 625/620-609 av. J.-C. |
| Révolte de la Palestine de 589 av. J.-C.                                              | 589-573 av. J.-C.          |

### Rome antique
| Nom                         | Date                |
| --------------------------- | ------------------- |
| Guerres romano-sabelliennes | 509 - 390 av. J.-C. |

## De500 av. J.-C.à l'an -1

### Afrique
| Nom                                                    | Date                |
| ------------------------------------------------------ | ------------------- |
| Guerre des Mercenaires ou guerre inexpiable (Carthage) | 241 - 238 av. J.-C. |
|                                                        |                     |

### Asie(Moyen-Orient)
| Nom                            | Date                |
| ------------------------------ | ------------------- |
| Campagnes d'Alexandre le Grand | 334 - 325 av. J.-C. |
| Guerres des diadoques          | 323 - 281 av. J.-C. |
| Guerres de Syrie               | 274 - 168 av. J.-C. |
| Première guerre de Syrie       | 274 - 271 av. J.-C. |
| Deuxième guerre de Syrie       | 260 - 253 av. J.-C. |
| Troisième guerre de Syrie      | 246 - 241 av. J.-C. |
| Quatrième guerre de Syrie      | 219 - 217 av. J.-C. |
| Cinquième guerre de Syrie      | 202 - 195 av. J.-C. |
| Sixième guerre de Syrie        | 170 - 168 av. J.-C. |
| Les Royaumes combattants       | 476 - 221 av. J.-C. |

### Grèce
| Nom                                                          | Date                        |
| ------------------------------------------------------------ | --------------------------- |
| Révolte de l'Ionie                                           | 499 av. J.-C.-493 av. J.-C. |
| Première guerre médique                                      | 490 av. J.-C.               |
| Première guerre gréco-punique ou Première guerre de Sicile   | 480 av. J.-C.               |
| Deuxième guerre médique                                      | 480-479 av. J.-C.           |
| Deuxième guerre sacrée                                       | 448 av. J.-C.               |
| Guerre du Péloponnèse                                        | 431-404 av. J.-C.           |
| Deuxième guerre gréco-punique ou deuxième guerre de Sicile   | 410 av. J-C -340 av. J.-C.  |
| Guerre de Corinthe                                           | 395-387 av. J.-C.           |
| Guerre des alliés                                            | 357-355 av. J.-C.           |
| Troisième guerre sacrée                                      | 356-346 av. J.-C.           |
| Guerre lamiaque                                              | 323-322 av. J.-C.           |
| Troisième guerre gréco-punique ou Troisième guerre de Sicile | 315 av. J.-C-307 av. J.-C.  |
| Guerre chrémonidéenne                                        | 268-261 av. J.-C.           |
| Guerre démétriaque                                           | 239-229 av. J.-C.           |
| Guerre de Cléomène                                           | 229-222 av. J.-C.           |
| Première guerre crétoise                                     | 205-200 av. J.-C.           |
| Guerre contre Nabis                                          | 195 av. J.-C.               |
| Seconde guerre crétoise                                      | 155-153 av. J.-C.           |

### Rome antique
- Guerres romano-sabelliennes (509 - 390 av. J.-C.)
- Guerres entre Rome et Véies (485 - 396 av. J.-C.)
  - Première guerre entre Rome et Véies (485 - 474 av. J.-C.)
  - Deuxième guerre entre Rome et Véies (438 - 425 av. J.-C.)
  - Troisième guerre entre Rome et Véies (406 - 396 av. J.-C.)
- Raids gaulois en Italie (390 - 225 av. J.-C.)
- Guerre romano-èque (389 - 388 av. J.-C.)
- Guerres romano-volsques (389 - 341 av. J.-C.)
  - Premières guerres romano-volsques (389 - 367 av. J.-C.)
  - Deuxièmes guerres romano-volsques (358 - 341 av. J.-C.)
- Guerres entre Rome et la Ligue latine (389 - 338 av. J.-C.)
  - Guerres romano-latines (389 - 354 av. J.-C.)
  - Guerre latine (340 - 338 av. J.-C.)
- Guerres romano-étrusques (389 - 264 av. J.-C.)
  - Première guerre romano-étrusque (389 - 386 av. J.-C.)
  - Deuxième guerre romano-étrusque (358 - 351 av. J.-C.)
  - Troisième guerre romano-étrusque (311 - 308 av. J.-C.)
  - Conquête romaine de l'Étrurie (302 - 264 av. J.-C.)
- Guerre romano-hernique (362 - 358 av. J.-C.)
- Guerres romano-aurunces (345 - 334 av. J.-C.)
  - Première guerre romano-aurunce (345 - 344 av. J.-C.)
  - Deuxième guerre romano-aurunce (335 - 334 av. J.-C.)
- Guerres samnites (343 - 290 av. J.-C.)
  - Première guerre samnite (343 - 341 av. J.-C.)
  - Deuxième guerre samnite (327 - 304 av. J.-C.)
  - Troisième guerre samnite (298 - 290 av. J.-C.)
- Guerre entre Rome et Tarente (282 - 272 av. J.-C.)
  - Guerre de Pyrrhus en Italie (280 - 275 av. J.-C.)
- Guerres puniques (264 - 146 av. J.-C.)
  - Première guerre punique (264 - 241 av. J.-C.)
  - Deuxième guerre punique (218 - 201 av. J.-C.)
  - Troisième guerre punique (149 - 146 av. J.-C.)
- Guerres d'Illyrie (229 - 219 av. J.-C.)
  - Première guerre d'Illyrie (229 - 228 av. J.-C.)
  - Deuxième guerre d'Illyrie (220 - 219 av. J.-C.)
  - Troisième guerre d'Illyrie (168 av. J.-C.)
- Guerres de Macédoine (215 - 148 av. J.-C.)
  - Première guerre de macédonienne (215 - 205 av. J.-C.)
  - Deuxième guerre macédonienne (200 - 197 av. J.-C.)
  - Troisième guerre macédonienne (172 - 168 av. J.-C.)
  - Quatrième guerre macédonienne (150 - 148 av. J.-C.)
- Guerre séleucide (192-188 av. J.-C.)
- Guerres celtibères (181 - 133 av. J.-C.)
  - Première guerre celtibère (181 - 179 av. J.-C.)
  - Deuxième guerre celtibère (154 - 151 av. J.-C.)
  - Troisième guerre celtibère (134 - 133 av. J.-C.)
- Guerre lusitanienne (155 - 139 av. J.-C.)
- Guerres serviles (139 - 71 av. J.-C.)
  - Première Guerre servile (139 - 132 av. J.-C.)
  - Deuxième Guerre servile (104 - 103 av. J.-C.)
  - Troisième Guerre servile ou guerre de Spartacus (73 -71 av. J.-C.)
- Guerre des Cimbres (113 - 101 av. J.-C.)
- Guerre de Jugurtha (111 - 105 av. J.-C.)
- Guerres partho-romaines (92 av. J.-C. - 217 ap. J.-C.)
- Guerre sociale (91 - 88 av. J.-C.)
- Guerres de Mithridate  (88 - 63 av. J.-C.)
  - Première guerre de Mithridate (88 av. J.-C. - 84 av. J.-C.).
  - Deuxième guerre de Mithridate (83 av. J.-C. - 81 av. J.-C.).
  - Troisième guerre de Mithridate (75 av. J.-C.-63 av. J.-C.)
- Guerres civiles de la République romaine (88 - 30 av. J.-C.)
  - Première guerre civile entre Marius et Sylla (88 - 87 av. J.-C.)
  - Guerre sertorienne (83 - 72 av. J.-C.)
  - Seconde guerre civile entre Marius et Sylla (82 - 81 av. J.-C.)
  - Rébellion de Marcus Aemilius Lepidus (77 av. J.-C.)
  - Conjuration de Catilina (63 - 62 av. J.-C.)
  - Guerre civile de César (49 - 45 av. J.-C.)
  - Révolte sicilienne (44 - 36 av. J.-C.)
  - Guerre civile de Modène (43 av. J.-C.)
  - Guerre civile des Libérateurs (43-42 av. J.-C.)
  - Guerre de Pérouse (41-40 av. J.-C.)
  - Dernière guerre civile de la République romaine (32-30 av. J.-C.)
- Guerre des Gaules (58-51 av. J.-C.)
- Guerres cantabres (29-19 av. J.-C.)
- Campagnes d'Auguste en Afrique et en Arabie (30 av. J.-C.-6 ap. J.-C.)
- Conquête romaine de la Rhétie et de l'arc alpin (16-7 av. J.-C.)

Voir également grandes invasions (entraînant plusieurs campagnes militaires de 105 av. J.-C. avec l'invasion des Cimbres et des Teutons) jusqu'à 476 marquant la fin de l'Empire romain d'Occident). (article migrations germaniques).

## De l'an 1 à500

### Rome
- Guerres partho-romaines (92 av. J.-C.-217 ap. J.-C.)
- Guerres judéo-romaines (66-135)
  - Première guerre judéo-romaine (66-73)
  - Guerre de Kitos (115 - 117)
  - Révolte de Bar Kokhba (132 - 135)
- Conquête de la G. Bretagne (43 - 84)
- Guerres daciques de Domitien (85 - 89) et de Trajan (101 - 102 et 105 - 106)
  - Guerre dacique de Domitien (85 - 89)
  - Guerres daciques de Trajan (101 - 102 et 105 - 106)
- Guerre parthique de Trajan (114 - 117)
- Guerres marcomanes (167 - 188)
- Guerre des Déserteurs (185-187)
- Première guerre contre Palmyre (été 272)
- Seconde guerre contre Palmyre (273)
- Reconquête de l'Empire Gaulois (274)
- Guerres des Goths

Voir également grandes invasions (entraînant plusieurs campagnes militaires de 105 av. J.-C. (l'invasion des Cimbres et des Teutons) jusqu'à 476 (fin de l'Empire romain d'Occident). (article migrations germaniques).

### Asie
- Guerre Han-Xiongnu (133 av. J.-C.-89 ap. J.-C.)
- Trois royaumes de Chine (220-265)

## De 500 à1500

### De 500 à1000

#### Afrique
- Guerre des Vandales (533 - 534)
- Conquête musulmane du Maghreb (642 - 711)

#### Asie (Moyen-Orient)
- Guerres perso-byzantines (502 - 628)
  - Guerre d'Anastase (502 - 506)
  - Guerre d'Ibérie (526 - 532)
  - Guerre lazique (541 - 562)
  - Guerre perso-byzantine de 572-591 (en)
  - Guerre perso-byzantine de 602-628
- Premières guerres islamiques
  - Batailles de Mahomet (622 - 632)
  - Guerres arabo-byzantines (636 - 750)
  - Conquête musulmane de la Perse (637 - 651)
- Guerre de Jinshin (672)
- Révolte d'An Lushan (755 - 763)
- Révolte des Zanj (869 - 883)

#### Europe
- Guerre de Burgondie (523 - 524)
- Guerre des Goths (535–553)
- Conquête musulmane de l'Hispanie (711 - 732)
- Reconquista (718 - 1492)
- Guerre des Saxons (772 - 804)
- Guerres des Francs contre les Avars (791-799)
- Guerre entre Rus' et Byzantins (941)
- Guerre bulgaro-byzantine (989-1018)
- Invasions normandes (IXe-Xe apr. J.-C.)

Amérique du Sud
- La première guerre entre Tikal et Calakmul (537 - 572)
- La deuxième guerre entre Tikal et Calakmul (650 - 695)
- La troisième guerre entre Tikal et Calakmul (720- 744)

### De 1000 à 1500

#### Afrique
- Septième croisade (1248-1254)
- Huitième croisade (1270)

#### Asie
- Guerres turco-byzantines (1048-1453)
- Première croisade (1096-1099)
- Deuxième croisade (1147-1149)
- Rébellion de Hōgen (1156)
- Rébellion de Heiji (1159)
- Guerre de Genpei (1180-1185)
- Conquêtes mongoles (1187 - 1337)
- Troisième croisade (1189-1192)
- Cinquième croisade (1217-1221)
- Sixième croisade (1228-1229)
- Neuvième croisade (1271-1272)
- Invasions mongoles du Japon (1274 et 1281)
- Campagnes de Tamerlan (1383 - 1405)
- Invasion Ming du Dai Viet (1407 - 1413)
- Guerre d'Ōnin (1467-1477)

#### Europe
- Guerre germano-polonaise (1002-1018)
- Guerre germano-polonaise (1028-1031)
- Guerre entre Rus' et Byzantins (1043)
- Conquête normande de l'Angleterre (1066)
- Première croisade (1096-1099)
- Guerre germano-polonaise (1109)
- Guerre civile anglaise (1135-1154)
- Guerres Baussenques (1144-1162) en Provence
- Deuxième croisade (1147-1149)
- Première Guerre de Cent Ans (1159-1299)
- Invasion normande de l'Irlande (1169-1175)
- Troisième croisade (1189-1192)
- Croisades baltes (1193-1242)
- Quatrième croisade (1202-1204)
- Croisade des albigeois (1209-1229)
- Première guerre des Barons (1215-1217)
- Guerre de succession de Champagne (1216-1222)
- Cinquième croisade (1217-1221)
- Sixième croisade (1228-1229)
- Guerre des Amis (1231-1234)
- Guerre de succession de Flandre et du Hainaut (1244-1257)
- Septième croisade (1248-1254)
- Guerre de Saint-Sabas (1256)
- Guerre écosso-norvégienne (1262-1266)
- Seconde guerre des barons (1264-1267)
- Huitième croisade (1270)
- Neuvième croisade (1271-1272)
- Guerre de la vache (Wallonie) (1275-1278)
- Guerre civile de Navarre (1276)
- Guerre de succession du Limbourg (1283-1288) bataille de Worringen
- Première guerre d'indépendance de l'Écosse (1296-1328)
- Guerre des Awans et des Waroux (1297-1335)
- Révolte des Karls (1323-1328)
- Guerre des quatre seigneurs (1324-1326)
- Guerre du seau volé (1325-1325)
- Deuxième guerre d'indépendance de l'Écosse (1332-1357)
- Guerre de Cent Ans (1337-1453)
  - Guerre de Succession de Bretagne (1341-1364)
  - Guerre civile entre Armagnacs et Bourguignons (1407-1435)
- Guerre civile byzantine (1341 à 1347)
- Première guerre civile de Castille (1351-1369)
- Jacquerie (1358)
- Guerre des Deux Pierre (1361-1363)
- Guerre de succession de Gueldre (1371-1379)
- Guerre des Gugler  (1375), lutte de Berne contre les pillards d'Enguerrand de Coucy
- Guerre des Huit Saints (1375 - 1378)
- Guerre de Chioggia (1378-1381)
- Guerre de Berthoud (1382 et 1384)
- Crise portugaise de 1383-1385
- Guerre du royaume de Pologne-Lituanie contre l'ordre Teutonique (1409-1411)
- Croisades contre les Hussites (cinq croisades) (1421-1431)
- Guerre de Gollub (1422)
- Siège de Thessalonique (1423-1430)
- Guerres de Lombardie (1423-1454)
- Guerre de la hottée de pommes (1428-1429)
- Guerre polono-teutonique (1431 - 1435)
- Conquête aragonaise du royaume de Naples (1435-1441)
- Ancienne guerre de Zurich (1436-1450)
- Croisade de Varna (1443-1444)
- Lutte albanaise contre les Ottomans (1444-1478)
- Guerre fratricide de Saxe (1446-1451)
- Conflit dano-suédois (1451 - 1457)
- Guerre civile de Navarre (1451-1507)
- Guerre de Treize Ans (1454-1466)
- Guerre des Deux-Roses (1455-1487) guerre civile en Angleterre
- Guerre de succession de Naples (1460-1462)
- Guerre vénéto-ottomane (1463-1479)
- Ligue du Bien public (1465)
- Guerre des six Deniers (1466)
- Guerre de Bohème (en) (1468 - 1478)
- Guerre anglo-hanséatique (1470-1474)
- Guerres Moldo-ottomanes (1470-1503)
- Guerres de Bourgogne (1474-1477)
- Guerre de succession de Castille (1475-1479)
- Guerre austro-hongroise (en) (1477 - 1488)
- Guerre de Ferrare (1482-1484)
- Guerre de Grenade (1482 à 1492)
- Guerre folle (1485-1488)
- Guerre de Bretagne (1489-1491)
- Guerres lituano-moscovites (1492 - 1537)
- Guerres d'Italie (1494-1559)
- Guerre russo-suédoise (1495-1497)
- Guerre de Souabe (1499)
- Guerre vénéto-ottomane (1499-1503)

## De 1500 à1600

### Afrique
- Guerre maroco-songhaï (1591 - 1610).
- Guerre Adalo-Éthiopienne (1527 - 1543)
- Guerre Sultana d'alger - Royaume Zianide (1517-1524)

### Amérique du Sud
- Conquête de l'Empire aztèque (1518 - 1521).
- Guerre du royaume de Q'umarkaj (vers 1524).
- Conquête espagnole du Yucatan (1523-1547).
- Guerre de succession inca (1529-1532)
- Conquête espagnole du Pérou (1532-1572)
- Guerre d’Arauco (1536 - 1810)

### Asie
- Première guerre turco-portugaise (1509)
- Guerre d'Imjin (1592-1598)

### Europe
- Guerres ottomanes en Europe
- Guerre dano-suédoise (1501-1512)
- Guerre de succession de Landshut (1503-1505)
- Guerre de la Ligue de Cambrai (1508-1516)
- Guerre des Communautés de Castille (1520-1521)
- Sixième guerre d'Italie (1521-1525)
- Guerre des Paysans allemands (1524-1525)
- Septième guerre d'Italie (1526-1530)
- Guerres de Kappel (1531)
- Guerre du comte (1534-1536)
- Troisième guerre vénéto-ottomane (1537-1540)
- Guerre de Smalkalde (1546-1547)
- Guerre russo-suédoise (1554-1557)
- Guerre de Livonie (1558-1583)
- Guerres de religion en France (1562-1598)
  - Première guerre de religion (1562-1563)
  - Deuxième guerre de religion (1567-1568)
  - Troisième guerre de religion (1568-1570)
  - Quatrième guerre de religion (1572-1573)
  - Cinquième guerre de religion (1575-1576)
  - Sixième guerre de religion (1576-1577)
  - Septième guerre de religion (1580)
  - Huitième guerre de religion (1585-1598)
- Guerre nordique de sept ans (1563-1570)
- Guerre russo-turque de 1568-1570
- Guerre de Quatre-Vingts Ans (1568-1648)
- Rébellions des Geraldines du Desmond (1569-1583)
- Quatrième guerre vénéto-ottomane (1570-1573)
- Guerre anglo-espagnole (1585-1604)
- Guerre russo-suédoise de 1590-1595 (1590-1595)
- Guerre du Rappen (1591-1594)
- Guerre des magnats moldaves (1593-1617)
- Guerre de neuf ans en Irlande (1594-1603)
- Guerre contre Sigismond (1598-1599)

### Monde
- Guerre néerlando-portugaise (1588–1654)

## De 1600 à1700

### Afrique
- Conquête portugaise de l'Angola
- Guerre algéro-tunisienne de 1628
- Guerre algéro-tunisienne de 1694
- Guerre algéro-tunisienne de 1700
- Guerre franco-algérienne

### Amérique
- Guerres anglo-powhatans
  - Première guerre anglo-powhatans (1610-1614)
  - Deuxième guerre anglo-powhatans (1622-1632)
  - Troisième guerre anglo-powhatans (1644-1646)
- Première guerre du Tayasal (1622 - 1624)
- Guerres indiennes (1622-1890)
- Guerre des Pequots (1637)
- Guerre civile acadienne (1635-1654)
- Guerres franco-iroquoises
- Guerre de Kieft (1643-1645)
- Invasion de la Nouvelle Suède par les Hollandais (1655)
- Guerre du Pêcher (1655)
- Guerre de 1658 contre les Indiens caraïbes (1658)
- Guerres des Esopus
- Invasion de la Nouvelle-Néerlande par les Anglais (1664)
- Guerre du Roi Philip (1675-1676)
- Révolte de Nathaniel Bacon (1676)
- Révolte des Pueblos (1680-1692)
- Deuxième guerre du Tayasal (1685 - 1697)
- Guerres intercoloniales
  - Première Guerre intercoloniale (1689-1697)

### Asie
- Guerre de Child (1686-1690)

### Europe
- Guerre polono-suédoise (1600-1629)
  - Guerre polono-suédoise (1600-1611)
  - Guerre polono-suédoise (1617-1618)
  - Guerre polono-suédoise (1621–1625) (en)
  - Guerre polono-suédoise (1626-1629)
- Guerre polono-russe (1605-1618)
- Guerre de succession de Juliers (1609-1614)
- Guerre d'Ingrie (1610-1617)
- guerre de Kalmar (1611-1613)
- Guerre de succession de Montferrat (1613-1617)
- Guerre de Gradisca (1618)
- Guerre polono-turque (1620-1621)
- Guerre de Trente Ans (1618-1648)
  - Guerre de Dix Ans (1634-1644)
- Guerre anglo-espagnole (1625-1630)
- Guerre polono-suédoise (1626-1629)
- Guerre franco-anglaise (1627-1629)
- Guerre de succession de Mantoue (1629-1631)
- Guerre de Smolensk (1632-1634)
- Guerre polono-turque (1633-1634)
- Guerre franco-espagnole (1635-1659)
- Guerres des évêques (1639-1640)
- Guerres des Trois Royaumes (1639-1651)
- Guerre des faucheurs (1640-1652)
- Guerre de Restauration (1640-1668)
- Première révolution anglaise (1642-1651)
  - Première guerre civile anglaise (1642-1645)
  - Deuxième guerre civile anglaise (1648-1649)
  - Guerre anglo-écossaise (1650-1652)
- Guerre de Crète (nommée aussi cinquième guerre vénéto-ottomane) (1645-1669)
- Fronde (1648-1652/1653)
- Conquête cromwellienne de l'Irlande (1649-1653)
- Guerres anglo-néerlandaises (1652-1784) 
  - Première guerre anglo-néerlandaise (1652-1654)
  - Deuxième guerre anglo-néerlandaise (1665-1667)
  - Troisième guerre anglo-néerlandaise (1672-1674)
- Guerre des paysans suisse de 1653
- Guerre anglo-espagnole  (1654-1660)
- Guerre russo-polonaise (1654-1667)
- Première Guerre du Nord (1655-1660)
- Guerre dano-suédoise (1658-1660)
- Guerre polono-cosaque-tatare (1666-1671)
- Guerre de Dévolution (1667-1668)
- Guerre polono-turque (1672-1676)
- Guerre de Hollande (1672-1678)
  - Guerre de Scanie (1675-1679)
- Guerre russo-turque de 1676-1681
- Deuxième guerre austro-turque (1683-1699)
- Guerre des Réunions (1683-1684)
- Guerre de Morée (1684-1699) (aussi nommée sixième guerre vénéto-ottomane)
- Guerre russo-turque de 1686-1700
- Guerre de la Ligue d'Augsbourg (1688-1697)

## De 1700 à1800

### Afrique
- Guerre entre les royaumes denkyira et ashanti
- Guerre entre les Régences d'Alger et de Tunis de 1705
- Guerre algéro-tunisienne de 1735
- Guerre algéro-tunisienne de 1756
- Guerre hispano-algérienne

### Amérique
- Guerres intercoloniales
  - Deuxième Guerre intercoloniale (1703-1713)
  - Troisième Guerre intercoloniale (1744-1748)
- Guerre des Emboabas (1707-1709)
- Guerre des Tuscaroras (1711-1713)
- Guerres des Renards
  - Première guerre fox (1712-1714)
  - Deuxième guerre fox (1728-1738)
- Guerre des Yamasee (1715-1717)
- Guerre de la Quadruple Alliance (1718-1720) 
  - Guerre franco-espagnole de 1719 (1719)
- Guerre anglo-wabanaki (1722-1725)
- Révolte des Natchez (1729-1731)
- Guerre hispano-portugaise (1735-1737)
- Guerres des Chicachas (1734-1740)
- Guerre de l'oreille de Jenkins (1739-1748)
- Guerre anglo-micmac (1749-1753)
- Guerre de Sept Ans
  - Guerre de la Conquête (1754-1760)
  - Guerre hispano-portugaise (1762-1763)
- Rébellion de Pontiac (1763-1766)
- Guerre de Dunmore (1774)
- Guerre d'indépendance des États-Unis (1775-1781)
  - Guerre des Antilles (1778-1783)
- Révolution haïtienne (1791-1804)
  - Expédition de Saint-Domingue (1802-1803)
- Guerre russo-tlingit (1799-1804)

### Asie
- Guerre russo-persane de 1722-1723
- Guerres carnatiques (1744-1748) et (1749-1763)
- Campagne de l'Oudh (1760-1764)
- Guerres de Mysore (1767-1769, 1784-1790, 1790-1792 et 1799)
- Guerres anglo-marathes (1776-1782), (1803-1806) et (1817-1819)
- Campagne de Ceylan (1795-1818)

### Europe
- Guerres anglo-néerlandaises (1652-1784) 
  - Quatrième guerre anglo-néerlandaise (1780-1784)
- Grande Guerre du Nord (1700-1721)
- Guerre de Succession d'Espagne (1701-1713)
- Guerre des Cévennes ou guerre des Camisards (1702-1704)
- Guerre russo-turque de 1710-1711
- Rébellions jacobites de 1715, 1719, 1744, 1745, 1759
- Guerre vénéto-austro-ottomane (1716-1718)
- Guerre de la Quadruple-Alliance (1718-1720)
- Guerre anglo-espagnole (1727-1729)
- Guerre de Succession de Pologne (1733-1738)
- Guerre austro-russo-turque de 1735-1739
- Guerre austro-russo-turque (1735-1739)
- Guerre de Succession d'Autriche (1740-1748)
- Guerres de Silésie: première en 1740-1742, 2e en 1744-1745, 3e en 1756-1763
- Guerre des Chapeaux ou Guerre russo-suédoise (1741-1743)
- Guerre de Sept Ans (1756-1763)
  - Guerre hispano-portugaise de 1762-1763
- Guerre russo-turque de 1768-1774
- Guerre des Paysans russes (1773-1775)
- Guerre de Succession de Bavière (1778-1779), dite aussi guerre des pommes de terre
- Guerre russo-suédoise de 1788-1790
- Guerre de la Marmite (1785)
- Guerre russo-turque de 1787-1792
- Guerres de la Révolution (1792-1802)
  - Guerre de la Première Coalition (1792-1797)
    - Guerre du Roussillon (1793-1795)
    - Campagne d'Italie (1796-1797)

  - Guerre de Vendée (1793-1796)
  - Chouannerie (1794-1800)
  - Rébellion irlandaise de 1798
  - Guerre des paysans (Belgique et Luxembourg) de 1798
  - Guerre de la Deuxième Coalition (1799-1801)
    - Campagne d'Égypte (1798-1800)
    - Campagne d'Italie (1799-1800)
    - Quasi guerre (1798-1800)

### Monde
- Guerre de Sept Ans (1756-1763)
  - Guerre de la Conquête (1756-1760)

## De 1800 à1900

### Afrique
- Le Mfecane de Chaka contre les peuples environnants
- Les 8 guerres cafres entre Afrikaners et Xhosas (1800-1900)
- Guerre de Tripoli (1801-1805)
- Le Jihad d'Ousman dan fodio (1805-1850)
- Seconde guerre barbaresque (1815)
- La guerre anglo-égyptienne contre le Mahdi au Soudan
- Guerres anglo-ashanti
- Guerre entre la France et le Trarza (1825)
- Conquête de l'Algérie par la France (1830-1902)
- Guerre franco-marocaine (1844)
- Guerre d'Afrique ou Guerre hispano-marocaine (1859-1860)
- Guerre égypto-éthiopienne (1874-1876)
- Guerre anglo-zouloue (1879)
- Première guerre des Boers (1879-1880)
- Guerre des Mahdistes (1881-1898), Bataille d'Omdurman (1898)
- Expédition de Madagascar (1881-1895)
- Guerre anglo-égyptienne (1882)
- Première guerre franco-malgache (1883-1885)
- Première guerre du Dahomey (1890)
- Seconde guerre du Dahomey (1892-1894)
- Campagnes de l'État indépendant du Congo contre les Arabo-Swahilis (1892-1894)
- Première guerre italo-éthiopienne (1895-1896)
- Bombardement de Zanzibar (1896)
- Deuxième Guerre des Boers (1899-1902)
- Djihad de Mad Mullah (1899-1920)

### Amérique
- Invasions britanniques du Rio de la Plata (1806-1807)
- Guerres d'indépendance en Amérique du Sud (1809-1826)  
  - Guerre d'indépendance de la Colombie (1810-1819)
  - Guerre d'indépendance du Mexique (1810-1821)
  - Guerre d'indépendance du Venezuela (1810-1823)
  - Guerre d'indépendance d'Argentine (1810-1825)
  - Guerre d'indépendance du Pérou (1811-1824)
  - Guerre d'indépendance du Chili (1813-1826)
  - Guerre d'indépendance d'Équateur (1820-1823)
- Guerre de Tecumseh (1811-1813)
- Seconde guerre d'indépendance américaine (1812-1814)
- Guerres civiles argentines (1814-1880)
- Guerres séminoles (1817-1818), (1835-1842) et (1855-1858)
- Guerre d'indépendance du Brésil (1822-1823)
- Guerre de Cisplatine (1825-1828)
- Guerre Grande Colombie-Pérou (1828-1829)
- Guerre colombo-équatorienne (1832)
- Guerre de Black Hawk (1832)
- Révolution texane (1835-1836)
- Guerre des Farrapos (1835-1845)
- Rébellion des Patriotes au Canada
- Guerre des pâtisseries (1838)
- Guerre d'Aroostook (1838-1839)
- Grande guerre (Uruguay) (1839-1851)
- Guerres civiles colombiennes (1839-1902) :
  - Guerre des suprêmes (1839-1842)
  - Guerre civile colombienne (1851)
  - Guerre civile colombienne (1854)
  - Guerre civile colombienne (1860-1862)
  - Guerre civile colombienne (1876-1877)
  - Guerre civile colombienne (1885)
  - Guerre civile colombienne (1895)
  - Guerre des Mille Jours (1899-1902)
- Guerre américano-mexicaine (1846-1848)
- Guerre Cayuse (1847-1855)
- Guerre Jicarilla (1849-1855)
- Guerre de la Plata (1851-1852)
- Guerres des Rogue River
- Expéditions de William Walker en Amérique centrale (1853-1860)
  - Campagne nationale du Costa Rica (1856-1857)
- Guerre de Wakarusa (1855)
- Guerre Yakima (1855-1858)
- Guerre de Réforme (1857-1861)
- Conflits frontaliers entre le Pérou et l'Équateur (1858-1998)
- Guerre péruano-équatorienne de 1858
- Guerre fédérale (1859-1863)
- Guerre de Sécession aux États-Unis (1861-1865)
- Expédition du Mexique (1861-1867)
- Guerre de Restauration ou deuxième guerre d'indépendance (1863-1865)
- Guerre du Colorado (1863-1865)
- Guerre hispano-sud-américaine (1864-1883)
- Guerre de Red Cloud (1866-1868)
- Guerre des Dix Ans à Cuba (1868-1878)
- Guerre de la Triple-Alliance ou Guerre du Paraguay (1864-1870)
- Conquête du Désert (1869-1888)
- Guerre de la rivière Rouge (1874-1875)
- Guerre des Black Hills (1876-1877)
- Guerre des chasseurs de bisons (1876-1877)
- Guerre des Nez-Percés (1877)
- Guerre des Bannocks (1878)
- Guerre des Sheepeaters (1879)
- Petite Guerre (1879-1880)
- Guerre de Victorio (1879-1881)
- Guerre du Pacifique (1879-1884)
- Rébellion du Nord-Ouest (1885)
- Deuxième Guerre civile chilienne (1891)
- Guerre d'indépendance cubaine (1895-1898)
- Guerre hispano-américaine (1898)
- Guerre des Mille Jours(1899-1903)

### Asie et Moyen-Orient
- Deuxième guerre anglo-marathe (1803-1804)
- Guerre russo-persane (1804-1813)
- Guerre anglo-néerlandaise de Java (1810-1811)
- Guerre anglo-népalaise (1814-1816)
- Guerre des Padri (1821-1837)
- Guerres anglo-birmanes (1824-1885)
- Guerre de Bone (1825)
- Guerre de Java (1825-1830)
- Guerre russo-persane de 1826-1828
- Première, deuxième et troisième guerre anglo-afghane (1839-1842), (1878-1880) et (1919)
- Guerres anglo-sikhs  (1845-1846) et (1848-1849)
- Guerre anglo-perse (1856-1857)
- Révolte des Cipayes (1857-1858)
- Guerre du Hedjaz (1812-1819)
- Première Guerre égypto-ottomane (1831-1833)
- Deuxième Guerre égypto-ottomane (1839-1840)
- Première guerre de l'opium (1839-1842)
- Révolte des Taiping (1850-1864)
- Seconde guerre de l'opium (1856-1858)
- Guerre des Païutes (1860)
- Guerre des Sioux de 1862 (1862)
- Révolte des Dounganes (1862-1877)
- Guerre de Boshin (1868-1869)
- Guerre des Modocs (1872-1873)
- Guerre d'Aceh (1873-1904)
- Rébellion de Satsuma (1877)
- Guerre franco-chinoise (1881-1885)
- Guerre franco-siamoise  (1893)
- Première guerre sino-japonaise (1894-1895)
- Révolte des Boxers (1899-1901)
- Guerre américano-philippine (1899-1902)

### Europe
- Guerres napoléoniennes (1803-1815)
  - Guerre des Oranges (1801)
  - Guerres anglaises (Scandinavie) (1801-1814)
    - Guerre des canonnières (1807-1814)

  - Guerre de la Troisième Coalition (1805-1806)
  - Guerre de la Quatrième Coalition (1806-1808)
  - Guerre d'indépendance espagnole (1808-1813)
  - Guerre de Finlande (1808-1809)
  - Guerre de la Cinquième Coalition (1809)
  - Guerre de la Sixième Coalition (1812-1814)
    - Campagne de Russie (1812)
    - Campagne de France (1814)

  - Guerre de la Septième Coalition (1815)
    - Campagne de Belgique (1815)
    - Guerre napolitaine

  - Guerre de Vendée et Chouannerie de 1815
- Guerre russo-turque de 1806-1812
- Guerre suédo-norvégienne
- Premier soulèvement serbe
- Second soulèvement serbe
- Guerre du Caucase (1816-1864)
- Guerre d'indépendance grecque (1821-1828)
- Expédition d'Espagne (1823)
- Guerre russo-turque de 1828-1829
- Guerre civile portugaise (1828-1834)
- Guerre des Demoiselles (1829-1832)
- Insurrection de novembre 1830 en Pologne
- Révolution belge de 1830-1831
- Guerre de Vendée et Chouannerie de 1832
- Première guerre carliste (1833-1840)
- Deuxième guerre carliste (1846-1849)
- Guerre du Sonderbund (1847)
- Première guerre d'indépendance italienne (1848-1849)
- Première guerre de Schleswig (1848-1851)
- Guerre de Crimée (1853-1856)
- Campagne d'Italie (1859-1860), ou seconde guerre d'indépendance italienne (Risorgimento)
- Insurrection polonaise de 1861-1864
- Seconde guerre des Duchés (1864)
- Troisième guerre d'Indépendance italienne (Risorgimento) (1865-1866)
- Guerre austro-prussienne (1866) dite Guerre des sept semaines
- Guerre franco-allemande ou franco-prussienne, dite aussi guerre de 70 (1870-1871)
- Commune de Paris (1871)
- Troisième guerre carliste Carlisme (1872-1876)
- Guerre russo-turque de 1877-1878 (dixième guerre russo-turque)
- Guerre serbo-bulgare (1885-1886)
- Guerre gréco-turque (1897)

## De1900à2000

### De 1900 à 1945

#### Afrique
- Guerre italo-turque (1911-1912)
- Rébellion touarègue 
  - Révolte de Kaocen au Niger (1916-1917)
- Première Guerre mondiale (1914-1918)
- Guerre du Rif (1921-1926)
- Pacification de la Libye (Résistance d'Omar Al Mokhtar) (1923-1932)
- Seconde guerre italo-éthiopienne (1935-1936)
  - Résistance éthiopienne (1936-1941)
- Seconde Guerre mondiale (1939-1945)
  - Guerre du désert (1942-1945)
  - Campagne d'Afrique de l'Est (1940)
  - Campagne du Gabon (1940)

- Guerre d'Algérie (1962)

#### Amérique du Sud
- Révolution mexicaine (1910-1920)
- Guerre des Cristeros au Mexique (1926-1929)
- Guerre colombo-péruvienne de 1932-1933
- Guerre du Chaco (1932-1935)
- Conflits frontaliers entre le Pérou et l'Équateur (1858-1998)
  - Guerre péruano-équatorienne de 1941

#### Asie, Océanie et Moyen-Orient
- Unification de l'Arabie saoudite (1902-1932)
- Guerre russo-japonaise (1904-1905)
- Première Guerre mondiale
  - Révolte arabe (1916-1918)
- Troisième guerre anglo-afghane (1919)
- Grande révolte syrienne ou guerre des Druzes (1925-1926)
- Guerre civile chinoise (1927-1950)
- Guerre des plaines centrales (1930)
- Guerre des émeus (1932)
- Grande révolte arabe de 1936-1939 en Palestine mandataire
- Seconde guerre sino-japonaise (1937-1945)
- Bataille de Khalkhin Gol (1939)
- Seconde Guerre mondiale
  - Guerre anglo-irakienne (1941)
  - Campagne de Syrie (1941)
  - Invasion anglo-soviétique de l'Iran (1941)
  - Guerre du Pacifique
  - Guerre franco-thaïlandaise ou franco-siamoise (1940-1941)
  - Campagne de Birmanie (1942-1945)
- Guerres baloutches (1945 à nos jours)

#### Europe
- Guerre italo-turque (1911-1912)
- Première guerre balkanique (1912-1913)
- Deuxième guerre balkanique (1913)
- Première Guerre mondiale (1914-1918)
  - Campagne du Caucase (1914-1917) (dans le cadre de la Première Guerre mondiale)
  - Front de l'Ouest (1914-1918)
  - Front de l'Est (1914-1917)
  - Front italien (1915-1918)
  - Front d'Orient (1915-1918)
- Insurrection de Pâques 1916
- Guerre civile russe (1918-1921)
  - Guerre soviéto-turque (1917-1918) (dans le cadre de la guerre civile russe)
  - Intervention alliée pendant la guerre civile russe (1918-1922)
    - Intervention en Russie septentrionale (1918-1920)
    - Intervention en Sibérie (1918-1922)

  - Invasion soviétique de la Géorgie (1921)
- Guerre civile finlandaise (1918)
- Guerre arméno-géorgienne (1918)
- Guerre d'indépendance de l'Estonie (1918-1920)
- Guerre d'indépendance de la Lettonie (1918-1920)
- Guerres d'indépendance lituaniennes (1918-1920)
  - Guerre polono-lituanienne (1920)
- Guerre hongro-roumaine de 1919
- Guerre d'indépendance irlandaise (1919-1921)
- Guerre soviéto-polonaise (1920-1921)
- Guerre d'indépendance turque (1919-1923)
  - Campagne de Cilicie (1918-1921)
  - Guerre gréco-turque (1919-1922)
  - Guerre arméno-turque (1920)
  - Guerre civile turque (1920)
- Guerre civile irlandaise (1922-1923)
- Guerre civile autrichienne (1934)
- Guerre civile espagnole (1936-1939)
- Guerre slovaquo-hongroise (1939)
- Seconde Guerre mondiale
  - Front de l'Ouest (1939-1945)
  - Front de l'Est (1939-1945)
  - Guerre d'Hiver (1939-1940)
  - Guerre de Continuation (1941-1944)
  - Guerre de Laponie (1944-1945)

### De 1945 à 2000

#### Afrique
- Insurrection malgache de 1947
- Révolte des Mau Mau (1952-1956)
- Guerre d'Algérie (1954-1962)
- Première guerre civile soudanaise (1955-1972)
- Crise du canal de Suez (1956)
- Guerre d'Ifni (1957-1958)
- Crise congolaise (1960-1965)
  - Opération des Nations unies au Congo (1960-1964)
- Crise de Bizerte (1961)
- Guerres coloniales portugaises (1961-1974)
  - Guerre d'indépendance de l'Angola (1961-1974)
  - Guerre d'indépendance de la Guinée-Bissau (1963-1974)
  - Guerre d'indépendance du Mozambique (1964-1974)
- Guerre d'indépendance de l'Érythrée (1962-1991)
- Rébellion touarègue 
  - Rébellion touarègue au Mali de 1963-1964
  - Rébellion touarègue au Mali et au Niger (1990-1996)
- Guerre des Sables (1963)
- Guerre de la frontière sud-africaine (1965-1988)
- Guerre du Tchad (1965-1994)
  - Guerre civile tchadienne (1965-1979)
  - Conflit tchado-libyen (1978-1987)
  - Guerre civile tchadienne (1979-1994)
- Guerre civile au Nigeria ou guerre du Biafra (1967-1970)
- Guerre du Bush de Rhodésie du Sud (1972-1979)
- Guerres civiles en Éthiopie (1974-1991)
- Guerre du Sahara occidental (1975-1991)
- Guerre civile du Mozambique (1975-1992)
- Guerre civile angolaise (1975-2002)
  - Guerre d'indépendance du Cabinda (1975-?)
- Raid d'Entebbe (Raid de l'armée israélienne en Ouganda pour libérer les otages du vol Air France 139) (1976)
- Première guerre du Shaba (1977)
- Guerre égypto-libyenne (1977)
- Guerre de l'Ogaden (1977-1978)
- Deuxième guerre du Shaba (1978)
- Guerre ougando-tanzanienne (1978-1979)
- Guerre de brousse en Ouganda (1981-1986)
- Seconde guerre civile soudanaise (1983-2005)
- Guerre de la Bande d'Agacher ou guerre de Noël (1985)
- Opération Jambe de bois (bombardement par l'armée israélienne du quartier-général de l'OLP en Tunisie) (1985)
- Opération El Dorado Canyon (Bombardement des États-Unis sur Tripoli et Benghazi) (Libye) (1986)
- Insurrection de l'Armée de Résistance du Seigneur (1987-?)
- Première et deuxième guerre civile du Libéria (1989-2003)
- Guerre civile rwandaise (1990-1993)
- Guerre civile djiboutienne (1991-1994)
- Guerre civile sierra-léonaise(1991-2002)
- Guerre civile somalienne (1991-?)
  - Opération Restore Hope (Opération conduite par les États-Unis sous l'égide des Nations-Unies) (1993)
- Guerre civile d'Algérie (1992-2002)
- Guerre civile burundaise(1993-2005)
- Génocide des Tutsis au Rwanda (1994)
- Conflit de Caprivi (1994-1999)
- Première guerre du Congo (1996-1997)
  - Insurrection des Forces démocratiques alliées  (FDA) (1996-?)
- Guerre civile du Congo-Brazzaville (1997-1999)
- Opération Infinite Reach (Bombardement des États-Unis en Afghanistan et au Soudan) (1998)
- Guerre civile de Guinée-Bissau (1998-1999)
- Deuxième guerre du Congo (1998-2003)
  - Conflit d'Ituri (1999-?)
- Guerre Ethiopie-Erythrée (1998-2000)

#### Amérique du Sud
- Guerre civile paraguayenne (1947)

- Guerre civile costaricaine (1948)
- La Violencia en Colombie (1948-1953)
- Révolution cubaine (1956-1959)
- Guerre civile au Guatemala (1960-1996)
- Débarquement de la baie des Cochons ou tentative d'invasion militaire de Cuba par des exilés cubains soutenus par les États-Unis (1961)
- Révolution sandiniste (Nicaragua) (1961-1990)
- Conflit armé colombien (1964-?)
  - Guérilla des FARC en Colombie (1964-?)
- Seconde occupation de la République dominicaine par les États-Unis (1965-1966)
- Guerre de cent heures ou "guerre du football" (1969)
- Guerre civile du Salvador (1979-1992)
- Guérilla du "Sentier lumineux" au Pérou (1980-?) Conflits frontaliers entre le Pérou et l'Équateur (1858-1998)
  - Guerre du Paquisha (1981)
  - Guerre du Cenepa (1995)
- Guerre des Malouines (1982)
- Invasion de la Grenade (1983)
- Invasion du Panama par les États-Unis (1989)
- Intervention militaire en Haïti sous la conduite des États-Unis (1994)
- Révolte au Chiapas (1994-1996)

#### Asie et Moyen-Orient
- Révolution nationale indonésienne ou guerre d'indépendance indonésienne (1945-1949)
- Crise irano-soviétique(Novembre 1945-15 décembre 1946)
- Guerre d'Indochine (1946-1954)
- Guerre civile de 1947-1948 en Palestine mandataire
- Partition des Indes (1947)
- Première Guerre indo-pakistanaise (1947-1949)
- Insurrection communiste malaise (1948-1960)
- Conflit armé birman (1948-?)
- Conflit israélo-arabe
  - Guerre israélo-arabe de 1948 (1948-1949)
  - Crise du canal de Suez (1956)
  - Guerre des Six Jours (1967)
  - Guerre d'usure (1967-1970)
  - Guerre du Kippour (1973)
  - Opération Litani (1978)
  - Opération Paix en Galilée (1982)
  - Opération Justice rendue ou Guerre des Sept Jours (1993)
  - Opération Raisins de la colère (1996)
- Conflit israélo-palestinien (1948-?)
  - Première Intifada (1987-1993)
- Intervention militaire chinoise au Tibet (1950-1951)
- Guerre de Corée (1950-1953)
- Guerre civile laotienne (1953-1975)
- Première crise du détroit de Taïwan (1954-1955)
- Deuxième crise du détroit de Taïwan (1958)
- Crise de 1958 au Liban
- Soulèvement tibétain de 1959
- Guerre du Viêt Nam ou seconde guerre d'Indochine (1960-1975)
- Opération Vijay (Annexion par l'armée indienne de l'enclave portugaise de Goa) (1961)
- Conflit kurde en Irak (1961-1991)
- Guerre sino-indienne (1962)
- Konfrontasi (1963-1966)
- Guerre civile du Yémen du Nord (1962-1970)
- Conflit en Papouasie occidentale (1963-?)
- Deuxième guerre indo-pakistanaise (1965)
- Massacres de 1965- 1966 en Indonésie
- Guerre civile cambodgienne (1967-1975)
- Conflit maritime inter-coréen ou Guerre du Crabe (1967-?)
- Conflit frontalier sino-soviétique de 1969
- Insurrection moro aux Philippines (1969-?)
- Septembre noir (1970- 1971)
- Troisième guerre indo-pakistanaise (1971)
- Guerre du Liban (1975-1990)
- Guerre du Timor oriental (1975-1999)
- Conflit hmong (1975-?)
- Insurrection des Frères musulmans en Syrie (1976-1982)
- Seconde guerre civile cambodgienne ou troisième guerre d'Indochine (1978-1999)
- Guerre sino-vietnamienne (1979)
- Révolution iranienne (1979)
- Guerre d'Afghanistan (1979-1989)
- Guerre Iran-Irak ou première guerre du Golfe (1980-1988)
  - Bataille des plates-formes pétrolières Sassan et Sirri (États-Unis/Iran) (1988)
- Guerre civile du Sri Lanka (1983- 2009)
- Conflit kurde en Turquie (1984-?)
- Guerre d'Afghanistan (1989-1992)
- Insurrection au Jammu-et-Cachemire (1989-?)
- Guerre du Golfe ou deuxième guerre du Golfe (1990-1991)
  - Insurrection irakienne (1991)
- Guerre d'Afghanistan (1992-1996)
- Guerre civile du Tadjikistan (1992-1997)
- Guerre civile au Yémen de 1994 (1994)
- Guerre d'Afghanistan (1996-2001)
- Guerre civile népalaise (1996-2006)
- Guerre du Yémen (1997-?)
  - Insurrection djihadiste au Yémen (1997-?)
- Opération Infinite Reach (Bombardement des États-Unis en Afghanistan et au Soudan) (1998)
- Opération Desert Fox (Campagne de bombardements des États-Unis et du Royaume-Uni en Irak) (1998)
- Conflit de Kargil (1999)

#### Europe
- Guerre civile grecque (1946-1949)
- Violences inter-ethniques à Chypre (1955-1967)
  - Guerre d'indépendance de Chypre (1955-1959)
- Révolution hongroise de 1956
- Conflit basque (1959-2011)
- Invasion de la Tchécoslovaquie par le Pacte de Varsovie (1968)
- Conflit nord-irlandais (1969-1998)
- Invasion turque de Chypre (1974)
- Guerre du Haut-Karabagh (1988-1994)
- Révolution roumaine de 1989
- Événements de janvier (Pays Baltes) (1991)
- Conflit géorgien-ossète (depuis 1989)
- Conflit abkhaze-géorgien (depuis 1989)
- Guerre civile géorgienne (1991-1993)
  - Première guerre d'Ossétie du Sud (1991-1992)
  - Guerre d'Abkhazie (1992-1993)
- Guerres de Yougoslavie (1991-1999)
  - Guerre de Slovénie (1991)
  - Guerre de Croatie (1991-1995)
  - Guerre de Bosnie-Herzégovine (1992-1995)
  - Guerre du Kosovo (1998-1999)
- Guerre du Dniestr (Moldavie) (1992)
- Conflit en Ossétie du Nord de 1992
- Crise constitutionnelle russe (1993)
- Première guerre de Tchétchénie (1994-1996)
- Crise albanaise de 1997
- Guerre d'Abkhazie (1998)
- Deuxième guerre de Tchétchénie (1999-2009)

### Monde
- Première Guerre mondiale (1914-1918)
- Seconde Guerre mondiale (1939-1945)
- Guerre froide (1947-1991)

## Depuis 2000

### Afrique
- Crise politico-militaire en Côte d'Ivoire (2002-2007)
- Guerre du Darfour (2003-2020)
- Guerre du Sahel (2003-?)
- Guerre du Kivu (2004-?)
- Première guerre civile centrafricaine (2004-2007)
- Guerre civile tchadienne (2005-2010)
- Guerre civile somalienne (1991-?)
  - Guerre civile somalienne (depuis 2006)
  - Lutte contre la Piraterie autour de la Corne de l'Afrique
    - Combat au large de la Somalie le 18 mars 2006
    - Opération Atalante sous l'égide de l'Union Européenne (2008-?)
    - Opération Ocean Shield sous l'égide de l'OTAN (2009-2016)

  - Intervention militaire du Kenya en Somalie (2011-?)
- Rébellions touarègues 
  - Rébellion touarègue au Mali (mai 2006-juillet 2006)
  - Rébellion touarègue au Niger et au Mali (2007-2009)
  - Rébellion touarègue au Mali (janvier 2012-avril 2012)
- Violences postélectorales au Kenya en 2007-2008
- Opération Démocratie aux Comores (2008)
- Guerre djibouto-érythréenne (2008)
- Insurrection de Boko Haram (2009-?)
- Crise ivoirienne de 2010-2011
- Révolution tunisienne (2010-2011)
- Révolution égyptienne de 2011
- Insurrection du Sinaï (2011- ?)
- Première guerre civile libyenne (2011) 
  - Intervention militaire de 2011 en Libye sous l'égide de l'ONU
- Conflit au Kordofan du Sud (2011-2020)
- Guerre du Mali (2012- ?)
- Rébellion du M23 (Kivu) (2012-2013)
- Deuxième guerre civile centrafricaine (2012-2013)
- Troisième guerre civile centrafricaine (2013-2014)
  - Opération Sangaris (2013-2016)
- Guerre civile sud-soudanaise (2013-2020)
- Insurrection du RENAMO (Mozambique) (2013- 2016)
- Deuxième guerre civile libyenne (2014- 2020)
- Crise burundaise (2015-2020)
- Guerre du Pool (2016-2017)
- Rébellion des Kamwina Nsapu (République démocratique du Congo) (2016-2019)
- Insurrection djihadiste au Mozambique (2017- ?)
- Crise anglophone au Cameroun (2017- ?)
- Guerre du Tigré (2020-2022)
- Conflit au Sahara occidental (depuis 2020) (2020- ?)
- Affrontements soudano-éthiopiens de 2020-2022
- Offensive du Kanem (Tchad) (2021)
- Guerre civile soudanaise (depuis 2023) (2023- ?)

### Amérique centrale
- Coup d'état de 2004 en Haïti
- Guerre de la drogue au Mexique (2006-?)
- Crise haïtienne de 2017-2024 (2017-?)
  - Guerre des gangs en Haïti (2020-?)

### Asie et Moyen-Orient
- Conflit israélo-palestinien (1948-?)
  - Seconde Intifada (2000-2005)
  - Guerre de Gaza de 2008-2009
  - Guerre de Gaza de 2012
  - Guerre de Gaza de 2014
  - Intifada des couteaux (2015-2017)
  - Guerre israélo-palestinienne de 2021
  - Crise israélo-palestinienne de 2023
  - Guerre de Gaza depuis 2023
    - Crise de la mer Rouge (2023-?)
- Guerre d'Afghanistan (2001-2021)
- Conflit du Panchir (2021-?)
- Guerre du Yémen (1997-?)
  - Insurrection houthiste au Yémen (2004-?)
    - Guerre du Saada (2004-2014)
    - Guerre civile yéménite (2014-?)
      - Opération Tempête décisive (2015)
      - Opération Restaurer l'espoir (2015-?)

  - Révolution yéménite (2011-2012)
- Guerre d'Irak (2003-2011)
  - Invasion de l'Irak par les États-Unis en 2003
    - Coalition militaire en Irak (2003-2011)
      - Première guerre civile irakienne (2006-2008)
- Insurrection islamiste au Pakistan (2004-?)
  - Attaques aériennes américaines au Pakistan (2004-?)
- Conflit dans le Sud de la Thaïlande (2004-?).
- Conflit israélo-libanais de 2006
- Intervention de l'armée libanaise contre le mouvement islamiste armé Fatah al-Islam (Nahr el-Bared (Liban), 2007).
- Conflit libanais de 2008
- Conflit frontalier entre la Thaïlande et le Cambodge autour du Temple de Preah Vihear (2008-2011)
- Soulèvement bahreïnien (2011)
- Guerre civile syrienne (2011-?)
  - Conflit au Liban (2011-2017)
  - Guerre contre l'État islamique en Irak et en Syrie (2014-?)
  - Intervention militaire de la Russie en Syrie (2015-?)
- Conflit dans l'État d'Arakan (2012)
- Seconde guerre civile irakienne (2013-2017)
  - Guerre contre l'État islamique en Irak et en Syrie (2014-?)
- Conflit de Sabah (2013)
- Tentative de coup d'État de 2016 en Turquie
- Conflit dans l'État d'Arakan (2016-?)
- Confrontation indo-pakistanaise de 2019
- Combat de la vallée de Galwan (2020)
- Conflit de 2021 entre le Kirghizistan et le Tadjikistan (2021)
- Révolte de 2022 au Kazakhstan (2022)
- Guerre Israël-Hezbollah (depuis 2023) (2023-2024)
- Crise indo-pakistanaise de 2025 (2025-?)
- Conflit Iran-Israël de 2024-2025
  - Guerre Iran-Israël (2025)
- Crise frontalière de 2025 entre le Cambodge et la Thaïlande (2025-?)

### Europe
- Insurrection albanaise de 2001 en Macédoine (2001)
- Crise de Kodori de 2001 (Géorgie)
- Crise de la vallée de Pankissi (Géorgie) (2002-2003)
- Guerre russo-géorgienne de 2008
- Guérilla en Ciscaucasie (2009- ?)
- Guerre russo-ukrainienne
  - Révolution de la dignité (2014)
  - Annexion de la Crimée par la Russie (2014)
  - Guerre du Donbass (Est de l'Ukraine) (2014-2022)
  - Invasion de l'Ukraine par la Russie (2022 - ?)
- Conflit frontalier au Haut-Karabagh
  - Guerre des Quatre Jours (Haut-Karabagh) (2016)
  - Guerre de 2020 au Haut-Karabagh (2020)
  - Crise frontalière entre l'Arménie et l'Azerbaïdjan de 2021-2023
    - Conflit arméno-azéribaïdjanais de septembre 2022

  - Guerre de 2023 au Haut-Karabagh